# Trgovišče
Trgovišče este o localitate din comuna Ormož, Slovenia, cu o populație de 218 locuitori.